# Santa Bárbara de Padrões
Santa Bárbara de Padrões is een plaats (freguesia) in de Portugese gemeente Castro Verde en telt 1 271 inwoners (2001).